# Paw
Paw er en drengebogsserie af Torry Gredsted. Hovedpersonen, drengen Paw, hvis far er dansk sømand og moder er sydamerikansk indianerkvinde, prøver at finde sin egen vej mellem to meget forskellige samfund. I 1959 blev historien filmatiseret. Filmen blev nomineret til en Oscar.
| Bog | Spire Denne artikel om bøger og tidsskrifter er en spire som bør udbygges. Du er velkommen til at hjælpe Wikipedia ved at udvide den. |